# Vítor Correia (Schiedsrichter)
Vítor Manuel Fernandes Correia (* 23. Februar 1942 in Lissabon; † 13. Juli 2006 ebenda) war ein portugiesischer Fußballschiedsrichter.

## Sportlicher Werdegang
Correia wurde am 12. Januar 1967 offizieller Schiedsrichter und rückte in der Saison 1978/79 zum Schiedsrichter in der Primeira Divisão auf, wo er zu einem der führenden Schiedsrichter des Landes avancierte, wenngleich er in den 1980er Jahren etwas im Schatten der an Endrundenturnieren teilnehmenden Carlos Silva Valente und José dos Santos stand. Entsprechend leitete er in den 1980er Jahren mehrfach das Endspiel in der Taça de Portugal. Erstmals stand er in der Taça de Portugal 1983/84 beim 4:1-Erfolg des FC Porto über den Rio Ave FC auf dem Feld. Bei der Taça de Portugal 1985/86 pfiff er das Lissaboner Stadtduell zwischen Benfica und Belenenses und in der Taça de Portugal 1987/88 den 1:0-Erfolg des FC Porto über Vitória Guimarães. Kurz vor seinem altersbedingten Ausscheiden wurde ihm das Endspiel um die Taça de Portugal 1990/91 übertragen, auch beim dritten Mal gelang dem FC Porto – dieses Mal nach Verlängerung gegen den SC Beira-Mar – unter seiner Spielleitung der Titelgewinn. Zudem war er zweimal Unparteiischer im portugiesischen Supercup.
Auf internationaler Ebene kam Correia 1988 zu einem Länderspieleinsatz. Im Rous Cup leitete er ein 0:0-Unentschieden zwischen Schottland und Kolumbien im Glasgower Hampden Park.
1991 beendete er seine aktive Schiedsrichterlaufbahn und war danach als Sportkommentator und innerhalb der UEFA tätig. Später reduzierte er seine Tätigkeiten weiter, wirkte aber noch als Beobachter für den portugiesischen Fußballschiedsrichterverband Associação Portuguesa de Árbitros de Futebol (APAF) und im Lissabonner Regionalverband des portugiesischen Fußballverbands Federação Portuguesa de Futebol.
Am 13. Juli 2006 starb er nach längerer Krankheit in seiner Heimatstadt Lissabon und wurde am 15. Juli 2006 im nahen Sacavém beerdigt.